# Буш, Клеменс
Клеменс Август Буш (нем. Clemens Busch; 20 мая 1834, Кёльн — 25 ноября 1895, Берн) — немецкий государственный и дипломатический деятель, статс-секретарь имперского ведомства иностранных дел кайзеровской Германии (министр иностранных дел) (1881).

## Биография
Родился в семье дирижёра. Изучал право и политологию, а также восточные языки в университетах Бонна и Берлина. В 1861 году был направлен в прусскую миссию в Константинополе для обучения дипломатической службе.
В 1872 г. назначен советником дипломатической миссии и консулом в Санкт-Петербурге, в 1874 г. работал в политическом отделе министерства иностранных дел Пруссии, а в 1877 г. снова был назначен в немецкую миссию в Константинополе.
С 1879 по 1881 год был генеральным консулом кайзеровской Германии в Будапеште.
В 1880 г. вернулся в Берлин и возглавил Восточный отдел министерства иностранных дел, в 1881 г. получил вновь созданную должность заместителя статс-секретаря имперского ведомства иностранных дел. С 25 июня по 16 июля 1881 года исполнял обязанности статс-секретаря в Министерстве иностранных дел, сменив на этом посту Фридриха цу Лимбурга-Штирума. Его преемником стал предыдущий посол в Константинополе Пауль фон Гацфельдт.
Представлял немецкую точку зрения и политику Бисмарка на конференцию по Конго 1884/1885 годов в Берлине, председательствовал на конференции от имени рейхсканцлера и подписал заключительные акты 26 февраля 1885 года.
С 1884 года — член Государственного совета, в 1885 году был назначен посланником в Бухаресте, ездил в том же качестве в Стокгольм в 1888 году и в Берн в 1892 году.
Похоронен на Бремгартенском кладбище Берна.